# Illa de San Antón

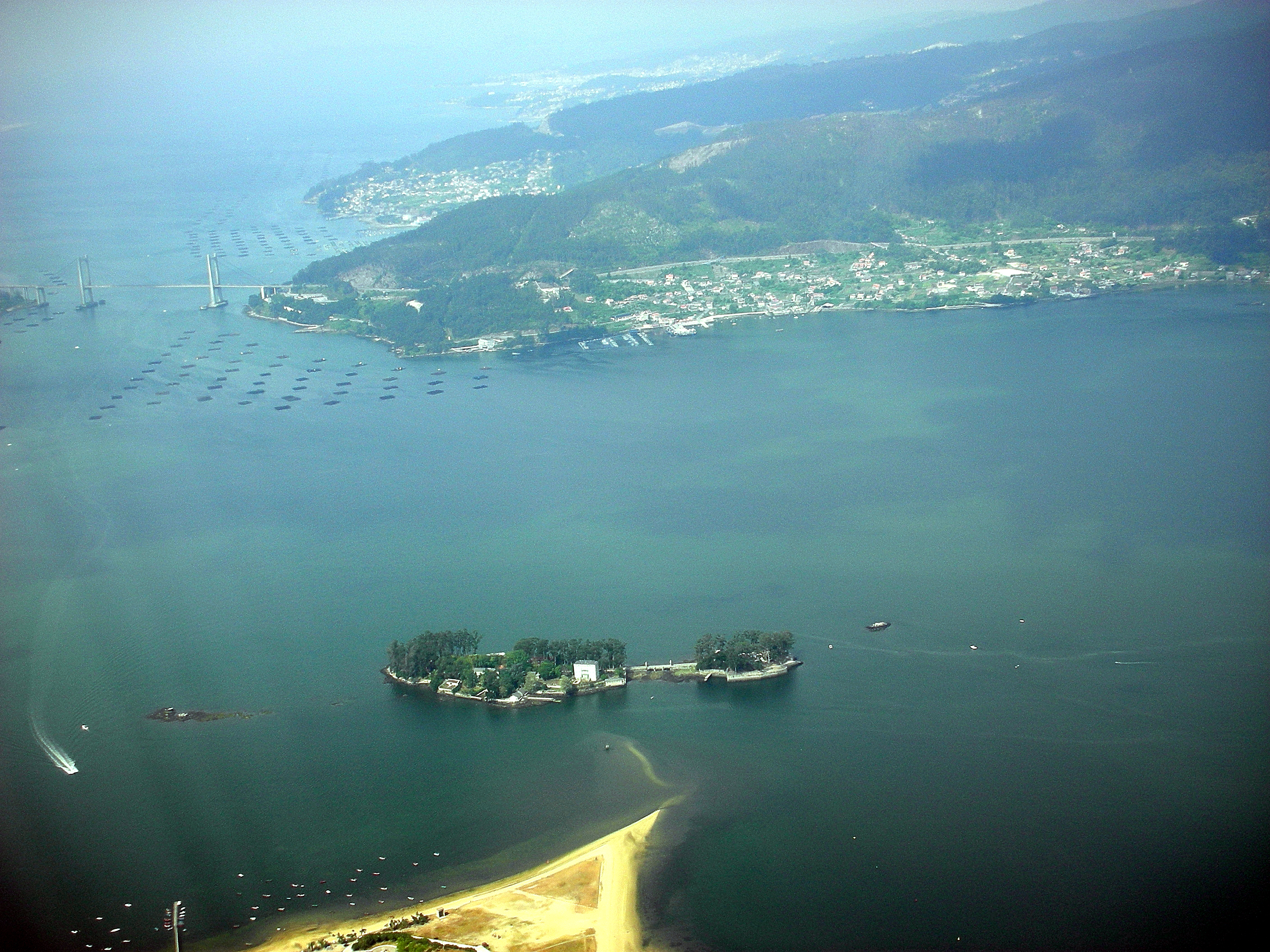
L'arxipèlag a la ria de Vigo.

L'illa de San Antón és una petita illa d'1,2 hectàrees situada a la ria de Vigo. Es troba a la costa del municipi de Redondela, a la província de Pontevedra. Està unida a l'illa de San Simón per un pont monumental de tres arcs.
A l'illa hi havia una leproseria, igual que a la veïna San Simón, que acollia als malalts més greus. L'edifici, que encara es conserva amb altres dependències, va servir de presó durant la Guerra Civil Espanyola.
L'any 1999 les illes de San Simón i San Antón van ser declarades Bé d'Interès Cultural.